# Ancasta
Ancasta était une déesse celtique vénérée dans la Grande-Bretagne romaine. Elle est connue à partir d'une seule inscription dédicatoire trouvée au Royaume-Uni à la colonie romaine de Clausentum (Bitterne, près de Southampton). Ancasta peut être considérée comme une déesse locale, peut-être associée à la rivière Itchen voisine.

## Étymologie
Il se peut que le nom Ancasta soit associé à Proto-Celtic * kasto- signifiant rapide.

## Inscription
La dédicace votive à Ancasta lit:
DEAE ANCASTAE GEMINVS MANI VSLM
"A la déesse Ancasta, Geminus Mani [lius] accomplit volontiers et à juste titre son vœu."
L'inscription se situe aujourd'hui au SeaCity Museum, à Southampton.

### Pages connexes
- Religion celtique